# Suiping
Suiping  (en chino, 遂平; pinyin, Suìpíng (escuchar)ⓘ [ping]) es un condado  bajo la administración directa de la Prefectura Zhumadian en la Provincia de Henan, República Popular China.  Su área es de 1063 km² y su población total para 2020 superó los 440 mil habitantes. 

## Administración
A julio de 2025, el  Condado Suiping  se divide en 15 pueblos  administrados en 5 subdistritos,  8 poblados y 2 villas.

## Toponimia
El topónimo Suiping [/suéi-ping/] se compone de los sinogramas Sui (éxito) y Ping (pacificar).
En el año 817 durante la dinastía Tang, el general Li Su lideró un ataque nocturno bajo la nieve para capturar Caizhou (蔡州), reprimiendo la rebelión de Wu Yuanji. En conmemoración de esta victoria, el emperador Xianzong le dio por nombre Suiping de la frase; "desde aquí, las tropas partieron y pacificaron con éxito a Caizhou" (从此出兵，遂平蔡州 Cóngcǐ chūbīng, Suìpíng càizhōu).